# Строганов Олександр Сергійович
Олександр Сергійович Строганов (барон, від 1761 року граф; рос. Алекса́ндр Серге́евич Стро́ганов; 3 (14) січня 1733, Москва — 27 вересня (9 жовтня) 1811, Санкт-Петербург) — російський державний діяч з роду Строганових: сенатор, обер-камергер (1797), дійсний таємний радник 1-го класу (15 вересня 1811), від 1800 р. — президент Імператорської Академії мистецтв. Великий землевласник і промисловець Урало-Сибірського регіону, відомий колекціонер і меценат. Від 1784 р. петербурзький губернський представник дворянства.

## Біографія
Олександр Сергійович — єдиний син барона Сергія Григоровича Строганова й баронеси Софії Кирилівни Наришкіної (1708—1737). Після отримання блискучої домашньої освіти юний Олександр здійснив подорож іноземними державами. Упродовж 1752—1757 рр. слухав лекції в кращих університетах Женеви, Болонії і Парижа.1758 року одружився з графинею Анною Михайлівною Воронцовою, єдиною дочкою державного канцлера. Через кілька років подружжя розійшлось. У листі за грудень 1764 року тесть М. І. Воронцов писав І. І. Шувалову:

Про мого зятя мені повідомили, що він зовсім збанкрутував, кращі селища розпродав і заклав; він зовсім легковажний, вітряний і має зле серце.

Грамотою римського імператора Франца I від 29 травня (9 червня) 1761 року «перебуваючи в складі посольства у Відні камер-юнкер Російської імперії барон Олександр Сергійович Строганов і його нащадки піднесений до графської Римської імперії гідності». Герб внесений до Загального гербовника дворянських родів Всеросійської імперії, частина 1, стор. 33.
Граф Олександр Строганов був відомою особою Російського Просвітництва: брав участь у роботі комісії зі складання нового уложення, відстоював заснування селянських шкіл тощо. Від 1771 до 1779 рр. мешкав за кордоном. Займав високі посади в масонських ложах у Пруссії і Франції. Брав участь у створенні масонської організації, що одержала назву Великий схід Франції, займав там ряд адміністративних посад. Член відомої ложі «Les Neuf Sœurs». Від 1776 року почесний член Імператорської Академії наук, з 1783 року дійсний член Імператорської Російської академії. Активний учасник складання Академічного словника.

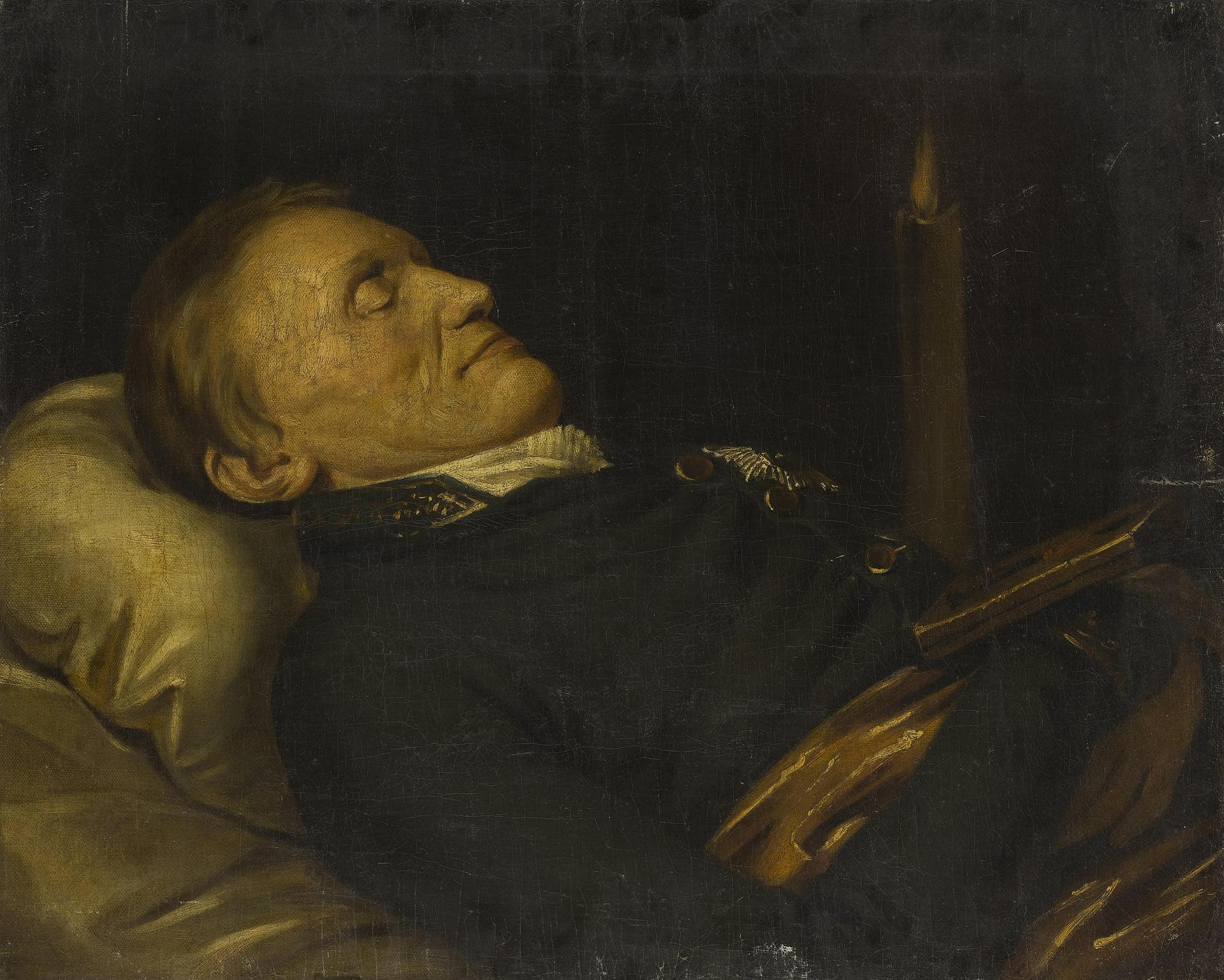
Портрет графа Олександра Сергійовича Строганова на смертному ложі, 1811

Через тривалі подорожі зарубіжжям захопився колекціюванням творів відомих художників, естампів, каменів, медалей і монет (останні складали понад шістдесят тисяч). Олександр Строганов цікавився хімією, проводив експерименти з хімічними речовинами, що навіть викликало підозру в отруєнні дружини й самого Петра III. Зібрана ним художня галерея вважалася першою в Петербурзі після імператорської.
Олександр Сергійович автор проєкту Строганівської дачі в Санкт-Петербурзі на Чорній річці. Крім того, ініціатор будівництва собору із залученням російського архітектора, керівник (від 1801 року) опікунської ради з будівництва Казанського собору. Власник знаменитого будинку в Петербурзі — Строгановського палацу на розі Невського проспекту і річки Мойки.
Від 1784 року й до самої смерті був петербурзьким губернським предводителем дворянства, нерідко влаштовував пишні прийоми й був гостинним. Саме Строганов організував першу в Російській імперії партію в «живі шахи» в заміському палаці графа Олександра Сергійовича з нагоди приїзду до Петербурга шведського короля Густава IV 1796 року.
Іменним імператорським указом від 21 квітня (2 травня) 1798 року, обер-камергер, сенатор, дійсний таємний радник Римської імперії, граф Олександр Сергійович Строганов і його нащадки, зведений в графську Російської імперії гідність.
Від 1800 року й до самої смерті був президентом Імператорської Академії мистецтв і директором Імператорської Публічної бібліотеки. Після створення Державної ради став її членом. Похований на Лазаревському цвинтарі Олександро-Невської лаври.

## Родина
Олександр Сергійович одружився 18 лютого 1758 року з графинею Анною Михайлівною Воронцовою (13 квітня 1743—21 лютого 1769), дочки графа Михайла Воронцова. Подружжя розпалось у листопаді 1762 року.
Відразу після смерті першої дружини, 27 липня 1769 року, одружився з княжною Катериною Петрівною Трубецькою (1744—1815), дочки сенатора, дійсного таємного радника Петро Трубецького. 1779 року вона покинула чоловіка заради Івана Римського-Корсакова й мешкала в Москві. У подружжя зі Олександром Сергійовичом Строгановим мала дітей:
- Софія Олександрівна (1770—04.04.1771) —похована в Олександро-Невській лаврі[5].
- Павло Олександрович (1774—1817) — член Якобинського клубу, товариш Олександра I, член і засновник Негласного комітету; генерал-ад'ютант, командувач дивізією і корпусом.
- Софія (Наталія) Олександрівна (1776—1794), неодружена.

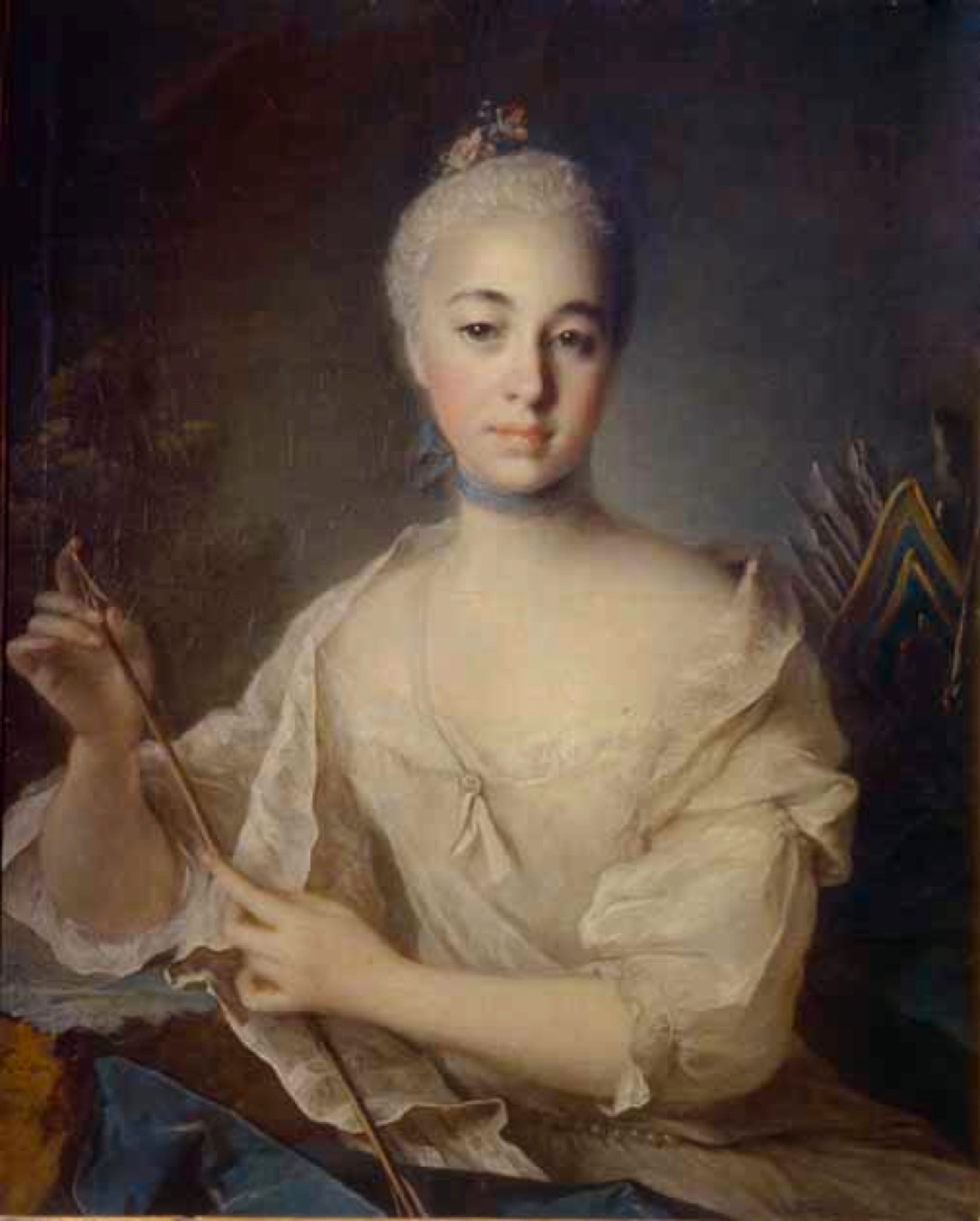
Ганна Михайлівна, 1-я дружина
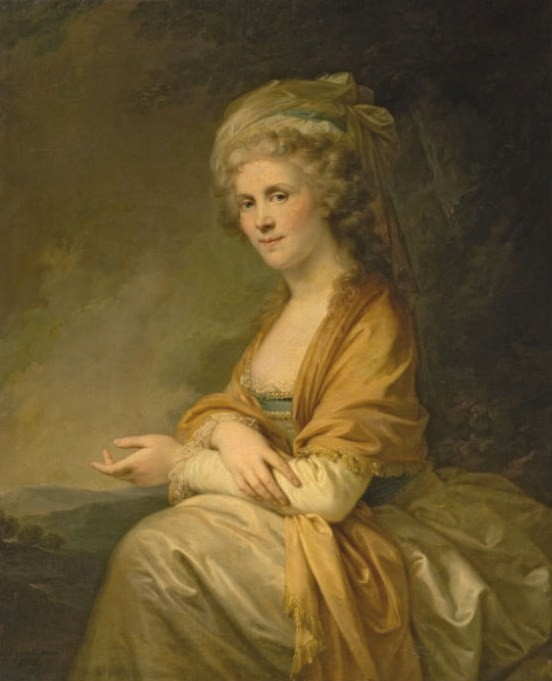
Катерина Петрівна,2-я дружина
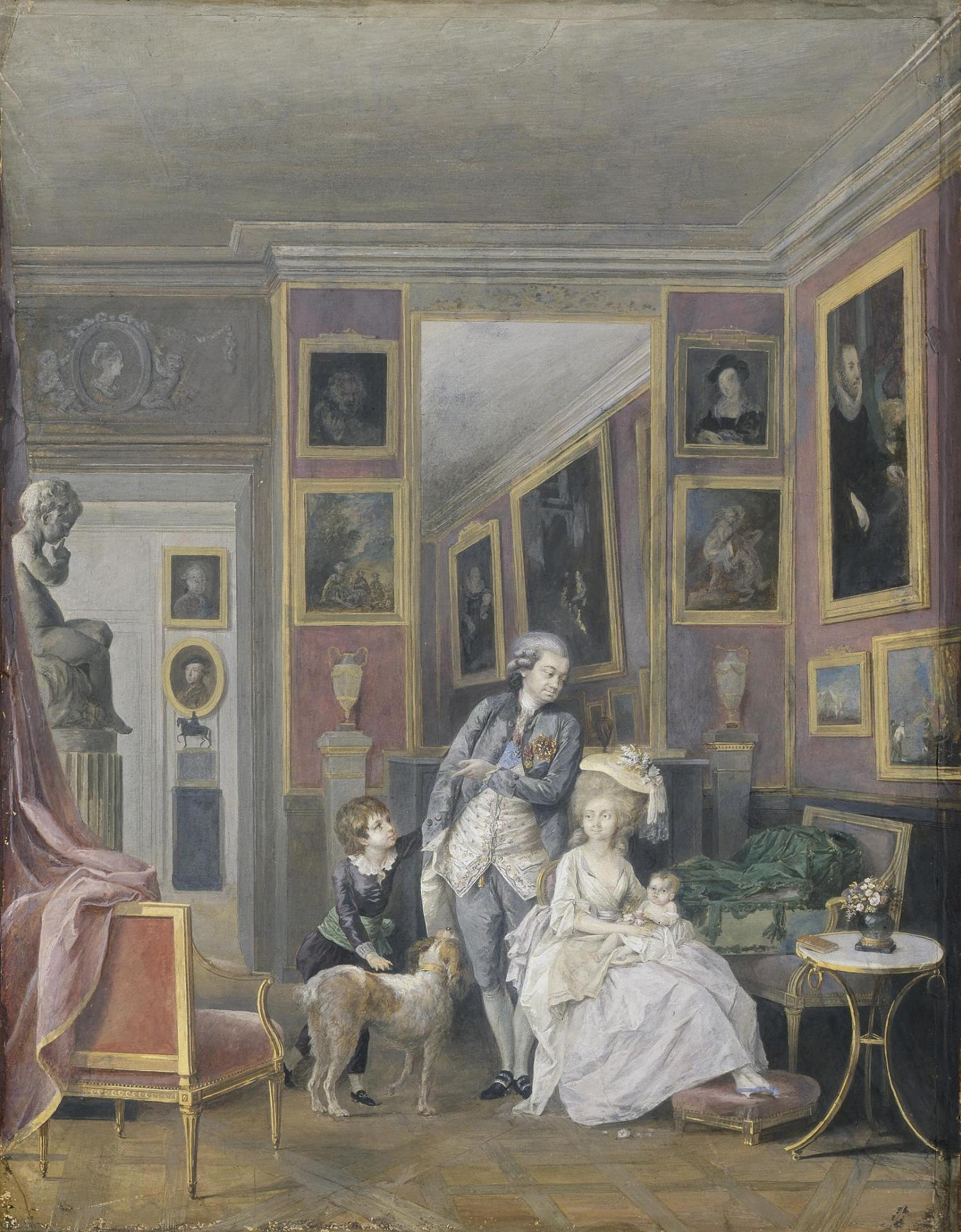
Строганов з дружиною і дітьми в Парижі
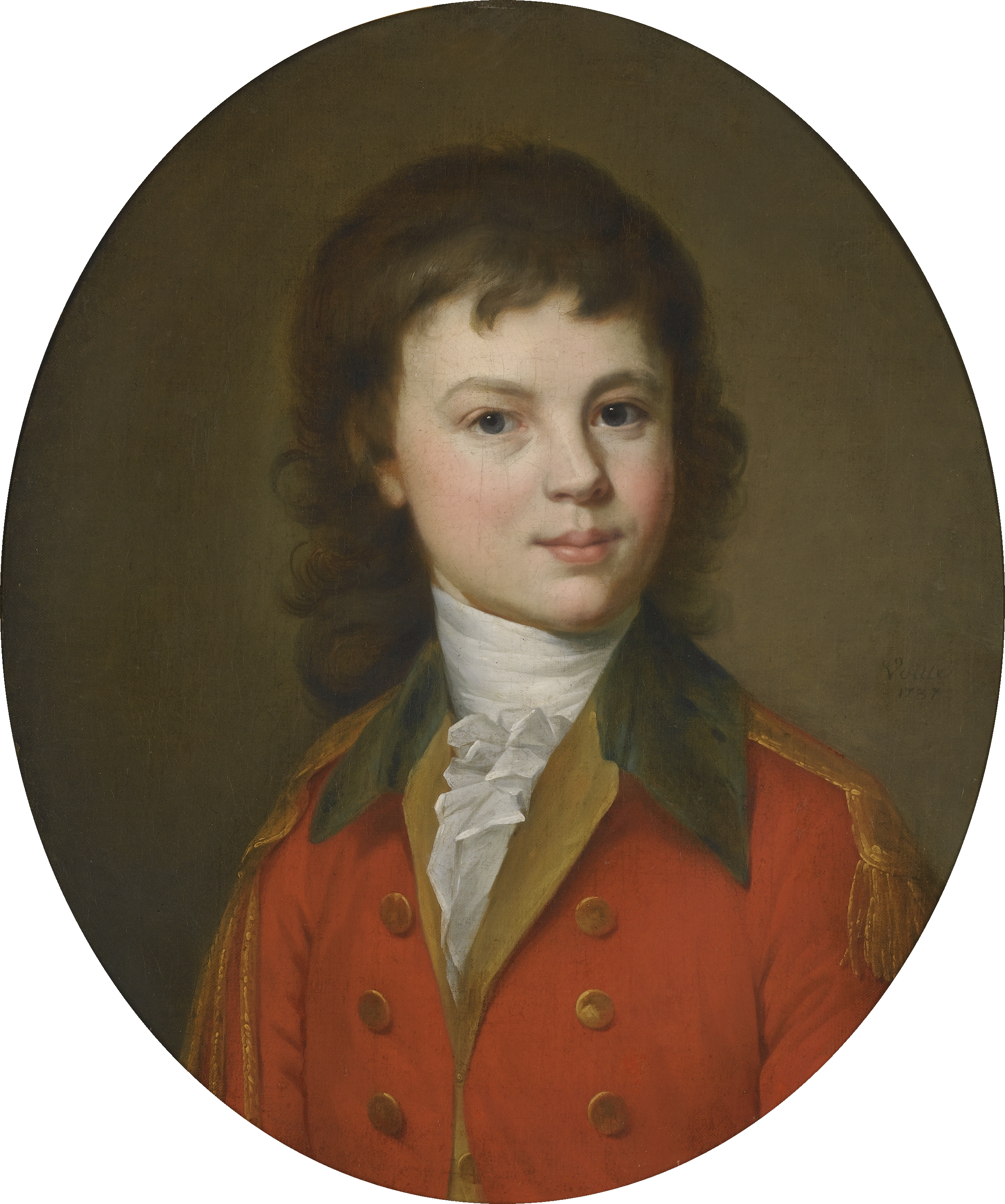
Павло Олександрович, син
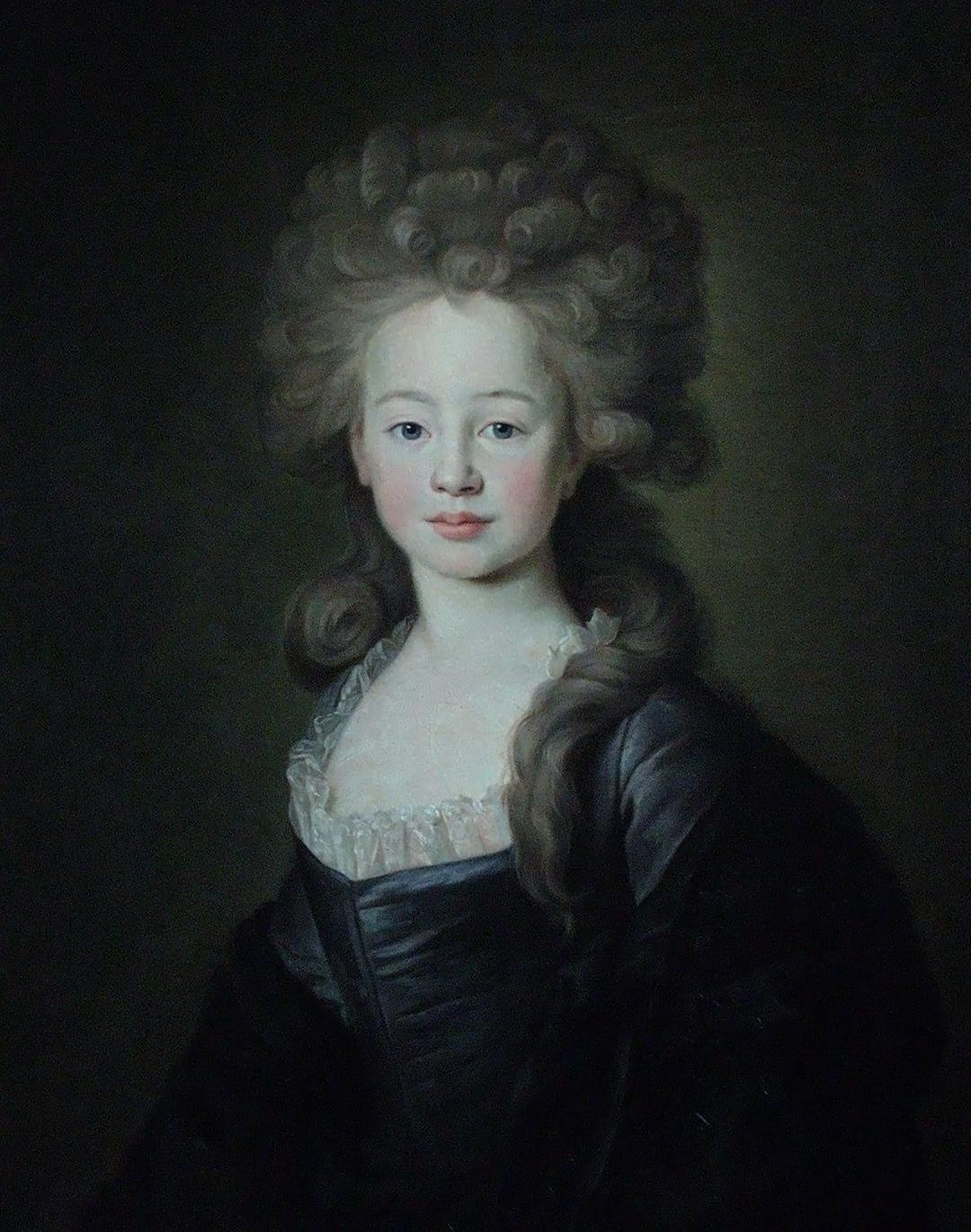
Софія Олександрівна, дочка